# Koningin Regentesklasse

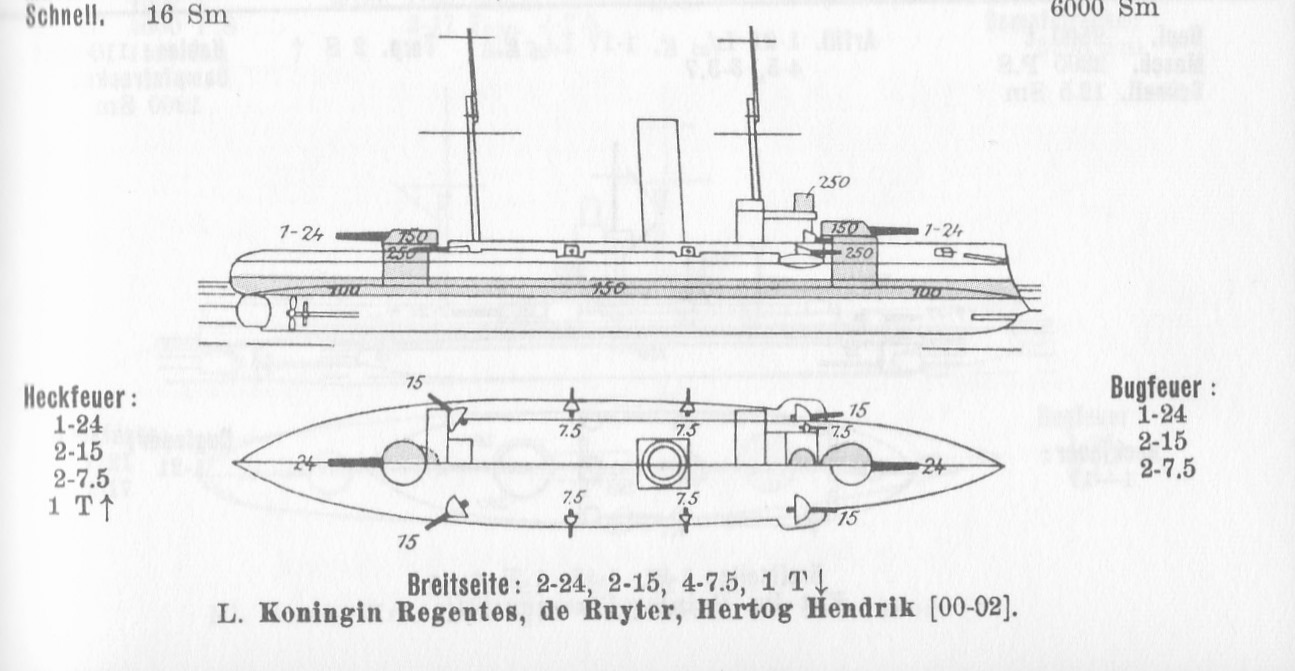
Blauwdruk van het schip

Koningin Regentesklasse was een klasse van Nederlands pantserschepen gebouwd rond 1900.

## Specificaties
De bewapening van de schepen bestond uit twee enkele 240 mm kanonnen, vier enkele 150 mm kanonnen, acht enkele 75 mm kanonnen en drie 450 mm torpedobuizen. Het pantser langs de zij van de romp was 150 mm dik en het pantser rond de geschuttorens 250 mm dik. De schepen waren 96,622 meter lang, 15,189 meter breed en hadden een diepgang van 5,817 meter. De waterverplaatsing bedroeg 5002 ton. De motoren van de schepen leverden 6500 pk waarmee een snelheid van 16,5 knopen gehaald kon worden. De schepen werden bemand door 340 man.

## Schepen
| Naam              | Kiellegging  | Tewaterlating     | In dienst       | Uit Dienst        |
| ----------------- | ------------ | ----------------- | --------------- | ----------------- |
| Koningin Regentes | 1898         | 24 april 1900     | 3 januari 1902  | 1920              |
| De Ruyter         | 1900         | 28 september 1901 | 29 oktober 1902 | 1923              |
| Hertog Hendrik    | 8 maart 1901 | 7 juni 1902       | 5 januari 1904  | 27 september 1968 |